# Beata Krupska-Tyszkiewicz
Beata Krupska-Tyszkiewicz (ur. 23 stycznia 1970 w Olsztynie) – polska koszykarka, grająca na pozycji rozgrywającej, reprezentantka Polski, wielokrotna medalistka mistrzostw Polski.

## Kariera sportowa
Jest wychowanką Stomilu Olsztyn, z którym w latach 1986-1989 występowała w II lidze. W latach 1989–1995 reprezentowała barwy Olimpii Poznań. Z poznańskim klubem zdobyła mistrzostwo Polski w 1993 i 1994, wicemistrzostwo Polski w 1995 i brązowy medal mistrzostw Polski w 1990, 1991 i 1992. W 1993 wystąpiła w finale Pucharu Ronchetti (2. miejsce), w 1994 w Final Four Pucharu Europy (3. miejsce). W 1995 wyjechała razem z mężem, piłkarzem Piotrem Tyszkiewiczem do Niemiec, przez poznański klub obłożona karencją, powróciła na parkiety w 1997, występowała w niemieckiej drużynie Halchter Linden Wolfenbuettel. W 2000 powróciła do gry w polskiej ekstraklasie, reprezentowała barwy Startu Gdańsk (2000/2001), Łączności Olsztyn (2001-2003), AZS Stary Browar Poznań (2003-2005), MTK Pabianice (2005-2007) i AZS Poznań (2007/2008). W 2004 zdobyła wicemistrzostwo Polski z AZS Poznań, w sezonie 2003/2004 i 2004/2005 była najlepszą w lidze w klasyfikacji asyst.
Z reprezentacją Polski seniorek wystąpiła na mistrzostwach świata w 1994 (13. miejsce), mistrzostwach Europy w 2001 (6 m.), 2003 (4 m.) i 2005 (7 m.)

## Osiągnięcia
Drużynowe
- Mistrzyni Polski (1993, 1994)
- Wicemistrzyni:
  - Pucharu Ronchetti (1993)
  - Polski (1995, 2004)
- Brązowa medalistka mistrzostw Polski (1990–1992, 2006)
- Uczestniczka Final Four Pucharu Europy Mistrzyń Krajowych (1994 – 3. miejsce)

Indywidualne
- MVP kolejki FGE (22 – 2006/2007)[1]
- Liderka PLKK w asystach (2002–2005)

Reprezentacja
- Uczestniczka mistrzostw:
  - świata (1994 – 13. miejsce)
  - Europy (2001 – 6. miejsce, 2003 – 4. miejsce, 2005 – 7. miejsce)
  - kwalifikacji do Eurobasketu (1995, 1997, 2003, 2005)